# Unsui
Unsui oder kōun ryūsui (行雲流水) ist ein für den Zen-Buddhismus spezifischer Begriff, der einen auf Aufnahme in ein Kloster wartenden Postulanten oder einen Mönchsnovizen bezeichnet, der eine Zen-Ausbildung begonnen hat. Manchmal reisen sie auf einer Pilgerreise von Kloster zu Kloster (angya), um einen geeigneten Zen-Meister zu finden, bei dem sie lernen können.

## Etymologie
Der Begriff Unsui, der wörtlich übersetzt „Wolke, Wasser“ bedeutet, stammt aus einem chinesischen Gedicht, in dem es heißt: „Wie Wolken treiben und wie Wasser fließen“. Helen J. Baroni schreibt: „Der Begriff kann im weiteren Sinne auf jeden Zen-Praktizierenden angewandt werden, da die Anhänger des Zen versuchen, sich frei durch das Leben zu bewegen, ohne die Zwänge und Beschränkungen der Anhaftung, wie frei schwebende Wolken oder fließendes Wasser.“ Der Autor James Ishmael Ford meint dazu: „In Japan empfängt man die Unsui-Ordination zu Beginn der formellen Ordinationspraxis, und dies wird oft als ‚Novizen-Ordination’ wahrgenommen.“ Laut dem Oxford Dictionary of Buddhism wird der Begriff Unsui auch verwendet für „Chan- oder Zen-Mönche, die nach einer anfänglichen Ausbildungszeit bei ihrem ersten Meister die Erleuchtung (Satori) erlangt haben und sich auf die Suche nach anderen Meistern begeben. Dies geschieht, um ihr Erwachen entweder an ihnen zu testen oder es mit ihnen zu vertiefen. Der Begriff bezieht sich darauf, dass sie in dieser Zeit keinen festen Wohnsitz haben.“

### Deutsch
- Monica von Rosen Nestler, Unsui – Wolken und Wasser. Edition Scala, 2007, ISBN 978-3-033-01525-8. (Texte: Tatjana M. von Prittwitz und Gaffron und  Marion Strunck)

### Englisch
- Helen J. Baroni, The Illustrated Encyclopedia of Zen Buddhism, The Rosen Publishing Group 2002, ISBN 0-8239-2240-5
- James Ishmael Ford, Zen Master Who?: A Guide to the People and Stories of Zen, Wisdom Publications 2006, ISBN 0-86171-509-8
- Gary Snyder, Earth House Hold: Technical Notes & Queries to Fellow Dharma Revolutionaries, New Directions Publishing 1969, ISBN 0-8112-0195-3
- Damien Keown, Stephen Hodge, Paola Tinti, A Dictionary of Buddhism, Oxford University Press 2003, ISBN 978-0-19-860560-7. S. 316